# 元町公園 (橫濱市)

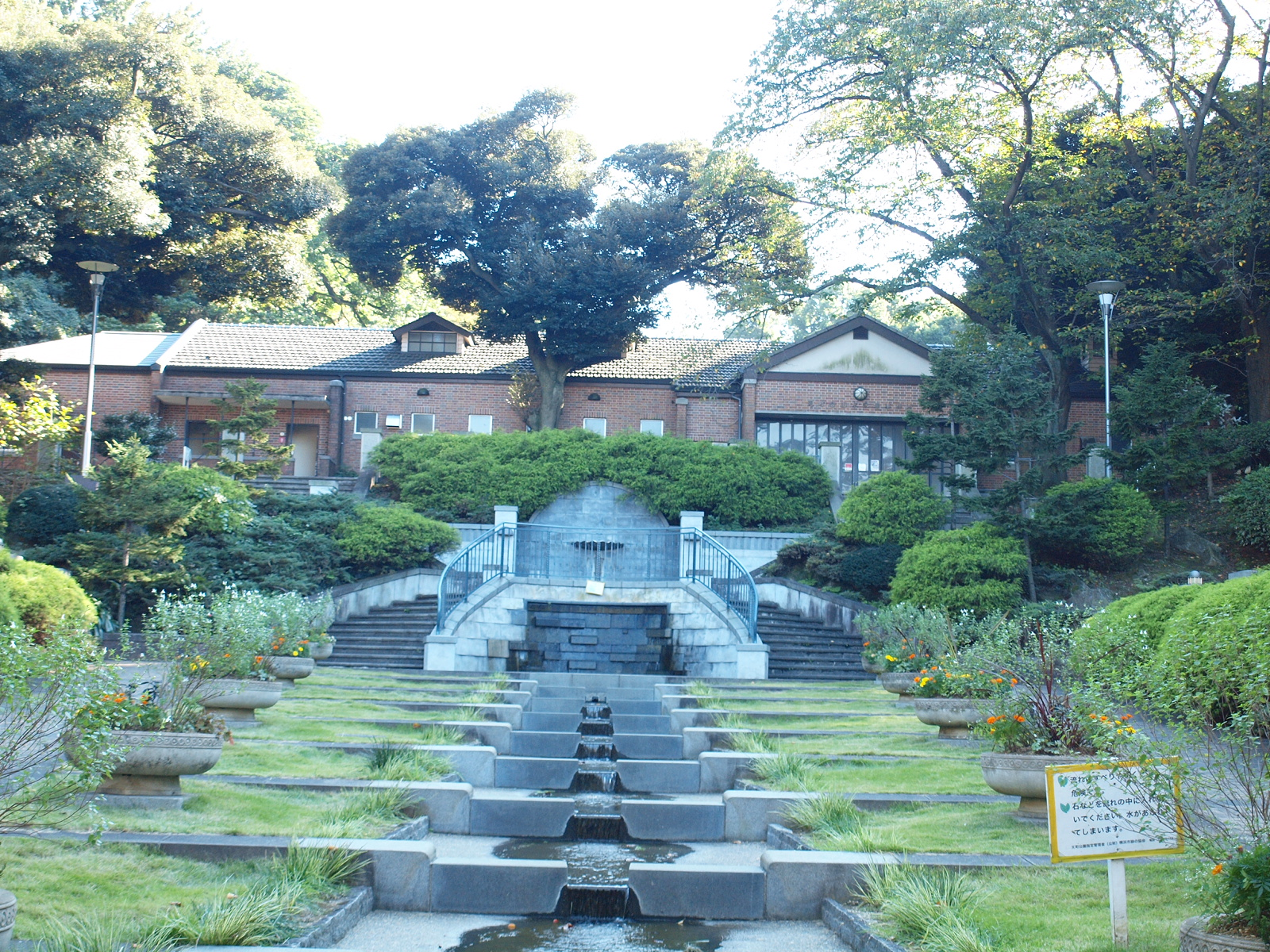

元町公園（日语：もとまちこうえん）是位於日本神奈川縣橫濱市中區元町的都市公園。這座公園設置於1930年，內有弓道場。

## 外部連結
- 元町公園 （页面存档备份，存于）（横浜市緑の協会）